# Dominika
Dominika (russisch Доминика Dominika) ist ein weiblicher Vorname.

## Herkunft und Bedeutung
Bei Dominika handelt es sich um eine Variante des lateinischen Namens Dominica, der weiblichen Form von Dominicus.
Dies war der Name der christlichen Märtyrin Dominica, die der Christenverfolgungen unter Diokletian zum Opfer fiel.

## Verbreitung
Dominika gehört seit 1982 zu den 100 beliebtesten Mädchennamen in Tschechien. In den Jahren 1997 und 1998 erreichte der Name mit Rang 19 eine Platzierung in der Top-20, seitdem wird er wieder seltener vergeben. Im Jahr 2016 belegte der Name Rang 53 der Hitliste. In Ungarn zählt der Name bereits seit 2008 nicht mehr zu den 100 beliebtesten Mädchennamen, wohingegen in Polen die Popularität des Namens zwar beständig sinkt, Dominika jedoch im Jahr 2021 immer noch Rang 68 der Hitliste belegte.
In Deutschland ist der Name Dominika ausgesprochen selten. Zwischen 2006 und 2018 wurde er nur rund 260 Mal vergeben.

## Namensträgerinnen

### Dominika
- Dominika Cibulková (* 1989), slowakische Tennisspielerin
- Dominika Čonč (* 1993), slowenische Fußballspielerin
- Dominika Dudíková (* 1996), tschechische Grasskiläuferin
- Dominika von Gillern (1739–1810), letzte regierende Fürstäbtissin von Trebnitz
- Dominika Karger (* 1978), deutsche Handballspielerin
- Dominika Kulczyk (* 1977), polnische Unternehmerin und Milliardärin
- Dominika Langenmayr (* 1986), deutsche Wirtschaftswissenschaftlerin
- Dominika Muraszewska (* 1995), polnische Sprinterin
- Dominika Nestarcová (* 1984), slowakische Beachvolleyballspielerin
- Dominika Ostałowska (* 1971), polnische Schauspielerin
- Dominika Paleta (* 1972), polnisch-mexikanische Schauspielerin
- Dominika Šalková (* 2004), tschechische Tennisspielerin
- Dominika Škorvánková (* 1991), slowakische Fußballspielerin
- Dominika Spaar OSE (1911–2007), Generaloberin der Elisabethinerinnen
- Dominika Strumilo (* 1996), belgische Volleyballspielerin mit polnischen Wurzeln
- Dominika Sýkorová (* 1988), slowakische Fußballspielerin
- Dominika Valachová (* 1986), slowakische Volleyballspielerin
- Dominika Witkowska (* 1977), polnische Squashspielerin
- Dominika Wylężek (* 1987), polnische Fußballspielerin
- Dominika Zachová (* 1996), tschechische Handballspielerin

### Domenika
- Domenika Ahlrichs (* 1973), deutsche Journalistin

### Domenica
- Domenica Bertè (1947–1995), italienische Sängerin, siehe Mia Martini
- Domenica Hodak (* 1991), US-amerikanische Fußballspielerin
- Domenica Messmer (1902–1988), Schweizer rätoromanischsprachige Schriftstellerin, Übersetzerin und Redaktorin
- Domenica Niehoff (1945–2009), deutsche Prostituierte